# Gorgonia clathrus
Gorgonia clathrus är en korallart som beskrevs av Peter Simon Pallas 1766. Gorgonia clathrus ingår i släktet Gorgonia och familjen Gorgoniidae. Inga underarter finns listade i Catalogue of Life.